# 자동차 제조 회사 목록
이 문서는 세계에 분포되어 있는 자동차 제조 회사 목록이다.

## 아시아

### 대한민국
- 현대자동차그룹
  - 현대자동차
  - 기아
  - 아시아자동차
  - 제네시스
- 르노코리아
- KG그룹
  - KG모빌리티
  - KGM커머셜
- 한국지엠
- 타타대우모빌리티
- 자일대우버스
- 우진산전
- 대창모터스
- 새안
- 국제차량제작
- 어울림모터스
- AD모터스

### 북한
- 승리자동차련합기업소
- 평화자동차

### 일본
- 토요타
  - 렉서스
  - 사이언
  - 히노
- 혼다
  - 아큐라
- 닛산 자동차
  - 인피니티
  - 닷선
- 마쓰다
- 스바루
- 스즈키
- 이스즈 자동차
  - UD트럭
- 미쓰비시
- 다이하쓰
- 미쓰오카
- 미쓰비시 후소
- 아스파크

### 중국
- 만리장성 자동차
- 포톤 자동차
- 장링자동차
- 디이 자동차
  - 홍치
- 북기은상
- 선롱버스
- 상하이 자동차
- 둥펑 자동차
- 지리자동차

### 대만
- 럭스젠
- CMC

### 베트남
- 빈패스트

### 말레이시아
- 페로두아
- 프로톤

### 인도
- 마힌드라 & 마힌드라
- 마루티 스즈키
- 타타자동차

### 이란
- 사이파

### 아랍에미리트
- W 모터스

## 아메리카

### 미국
- 뷰익
- 캐딜락
- 쉐보레
- GMC
- 허머
- 올즈모빌
- 폰티악
- 새턴
- 포드
- 링컨
- 머큐리
- 크라이슬러
- 닷지
- 지프
- 테슬라
- 켄워스
- 피터빌트
- 웨스턴 스타 트럭

## 유럽

### 러시아
- 모스크비치
- 라다
- 카마즈
- GAZ
- UAZ
- 마러시아
- ZiL

### 영국
- 벤틀리
- 롤스로이스
- 재규어
- 랜드로버
- 애스턴 마틴
- 맥라렌
- 미니
- 로터스
- 복스홀
- 오스틴 모터 컴퍼니

### 독일
- BMW
- 마이바흐
- 메르세데스-벤츠
- 스마트
- 폭스바겐
- 포르쉐
- RUF
- 브라부스
- 아우디
- 오펠
- 보르그바르트
- 아폴로
- MAN

### 이탈리아
- 피아트
- 페라리
- 람보르기니
- 알파로메오
- 마세라티
- 란치아
- 파가니
- 이베코
- 그루포 베르토네

### 프랑스
- 르노
- 푸조
- 시트로엥
- DS 오토모빌
- 부가티

### 스페인
- 세아트

### 스웨덴
- 볼보
- 사브
- 스카니아
- 코닉세그

### 핀란드
- 시수

### 체코
- 스코다
- 타트라

### 루마니아
- 다치아

### 크로아티아
- 리막

### 네덜란드
- 스파이커
- 돈커부트

### 불가리아
- SIN 자동차

## 오세아니아

### 호주
- 홀덴

## 같이 보기
- 모터사이클 제조 회사 목록